# Colline novaresi

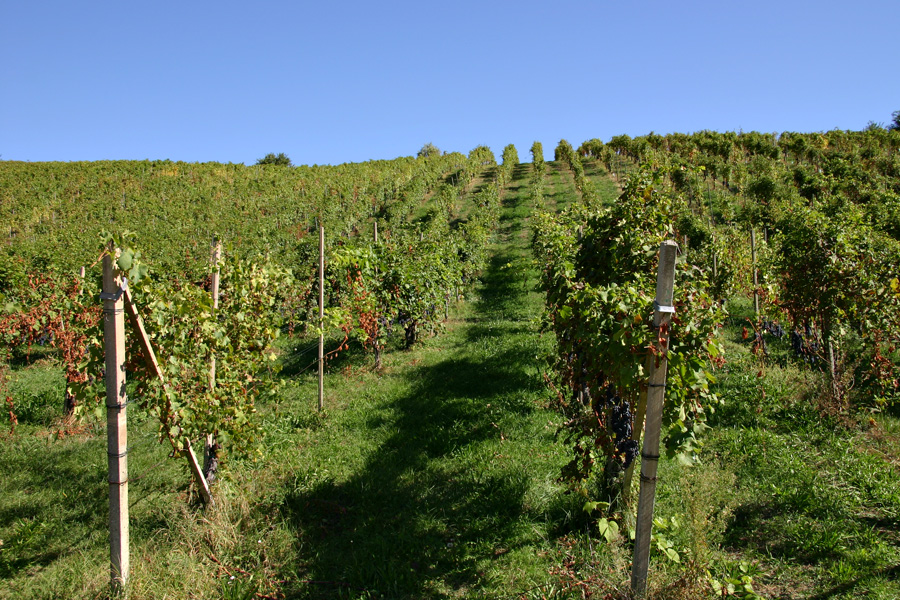
Coltivazioni di vite nel comune di Ghemme

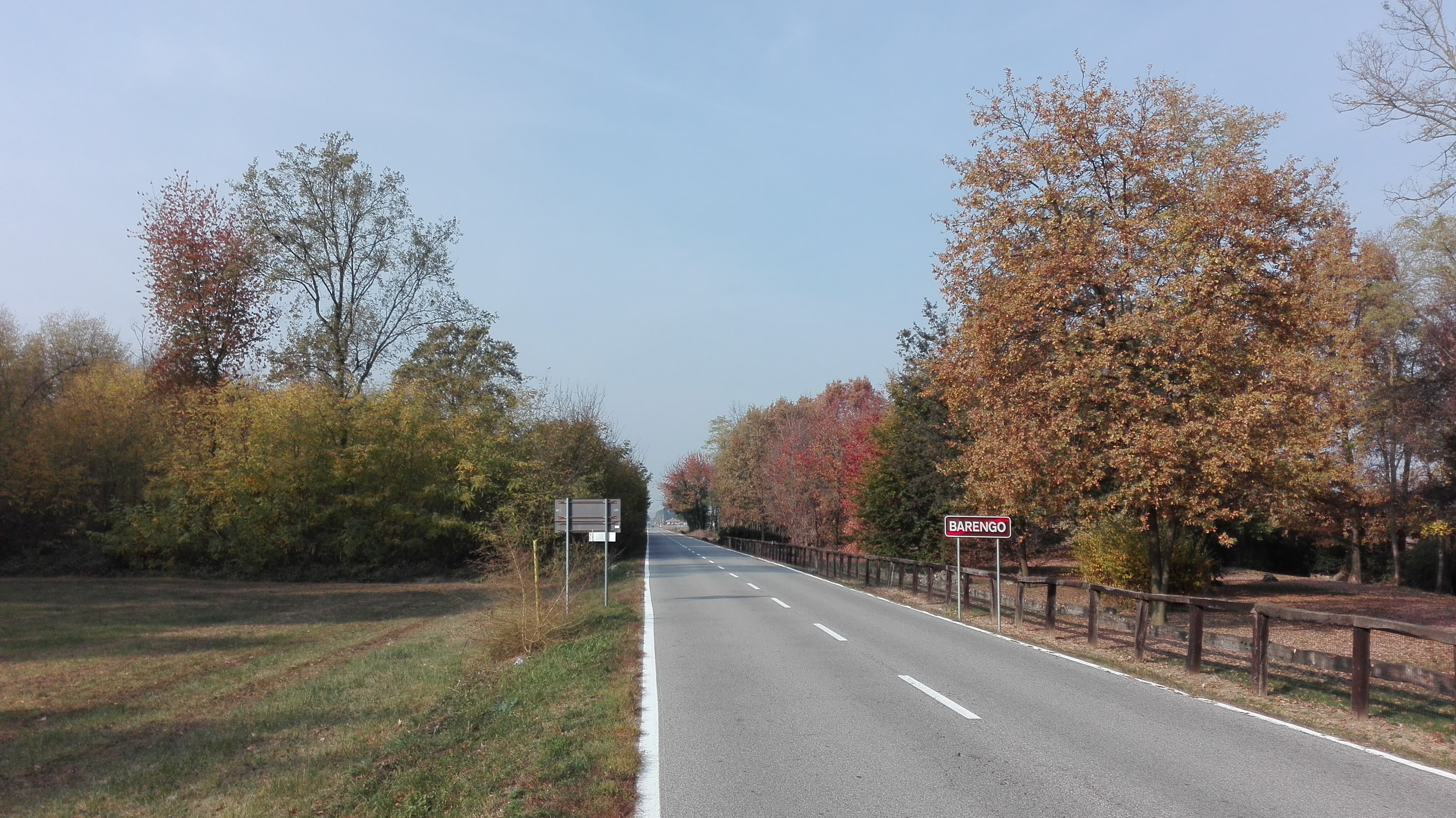
Brughiera novarese a Barengo

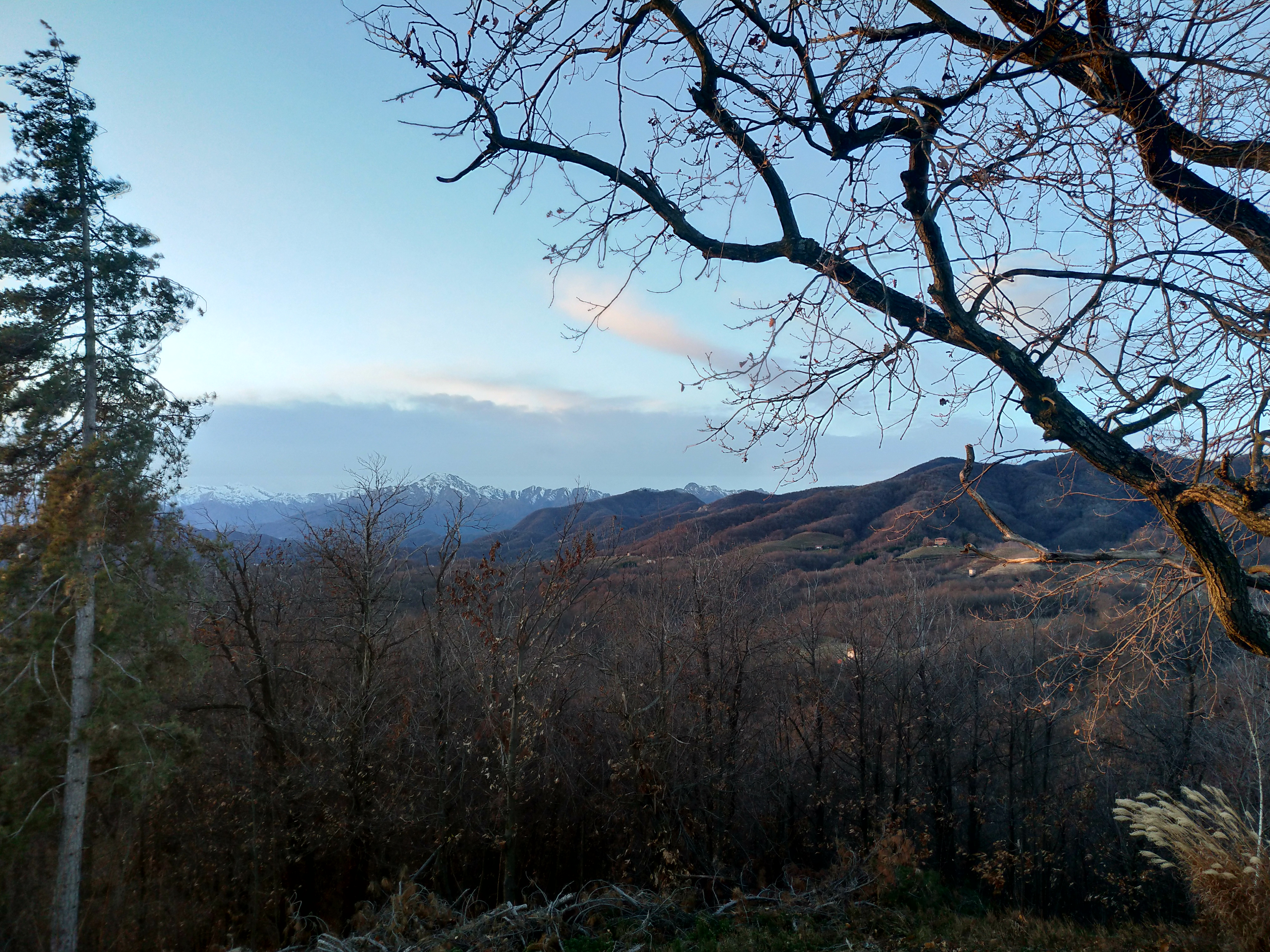
Panorama di alta collina dalla Torre di Cavallirio (475 m slm). Sullo sfondo, il Monte Barone (2044 m slm) e l'accesso alla Valsesia

Colline novaresi è la denominazione comunemente usata per identificare l'area di territorio collinare della provincia di Novara.

Situata a nord rispetto al capoluogo, nella parte centrale della provincia, è delimitata dai fiumi Sesia ad ovest e Ticino ad est e confina a settentrione con il Vergante. L'altitudine è compresa tra i 190 e i 470 m s.l.m.
In modo particolare il termine è usato per identificare la parte orientale del territorio, compresa tra il fiume Sesia ed il torrente Agogna e famosa per la rinomata produzione vinicola.
I comuni compresi nel territorio sono 26: Agrate Conturbia, Barengo, Boca, Bogogno, Borgomanero, Briona, Cavaglietto, Cavaglio d'Agogna, Cavallirio, Cressa, Cureggio, Fara Novarese, Fontaneto d'Agogna, Gattico, Ghemme, Grignasco, Maggiora, Marano Ticino, Mezzomerico, Oleggio, Prato Sesia, Romagnano Sesia, Sizzano, Suno, Vaprio d'Agogna e Veruno.

Nove tra questi comuni sono riconosciuti come "città del vino": Boca, Bogogno, Briona, Fara Novarese, Ghemme, Mezzomerico, Romagnano Sesia, Sizzano e Suno.
La viticoltura nel territorio ha tradizioni antichissime, praticata da molti secoli grazie al microclima particolarmente favorevole, dovuto alla vicinanza del Monte Rosa, ai monti della Valsesia e ad un terreno composto da argille, sabbia e ciottoli di origine morenica.

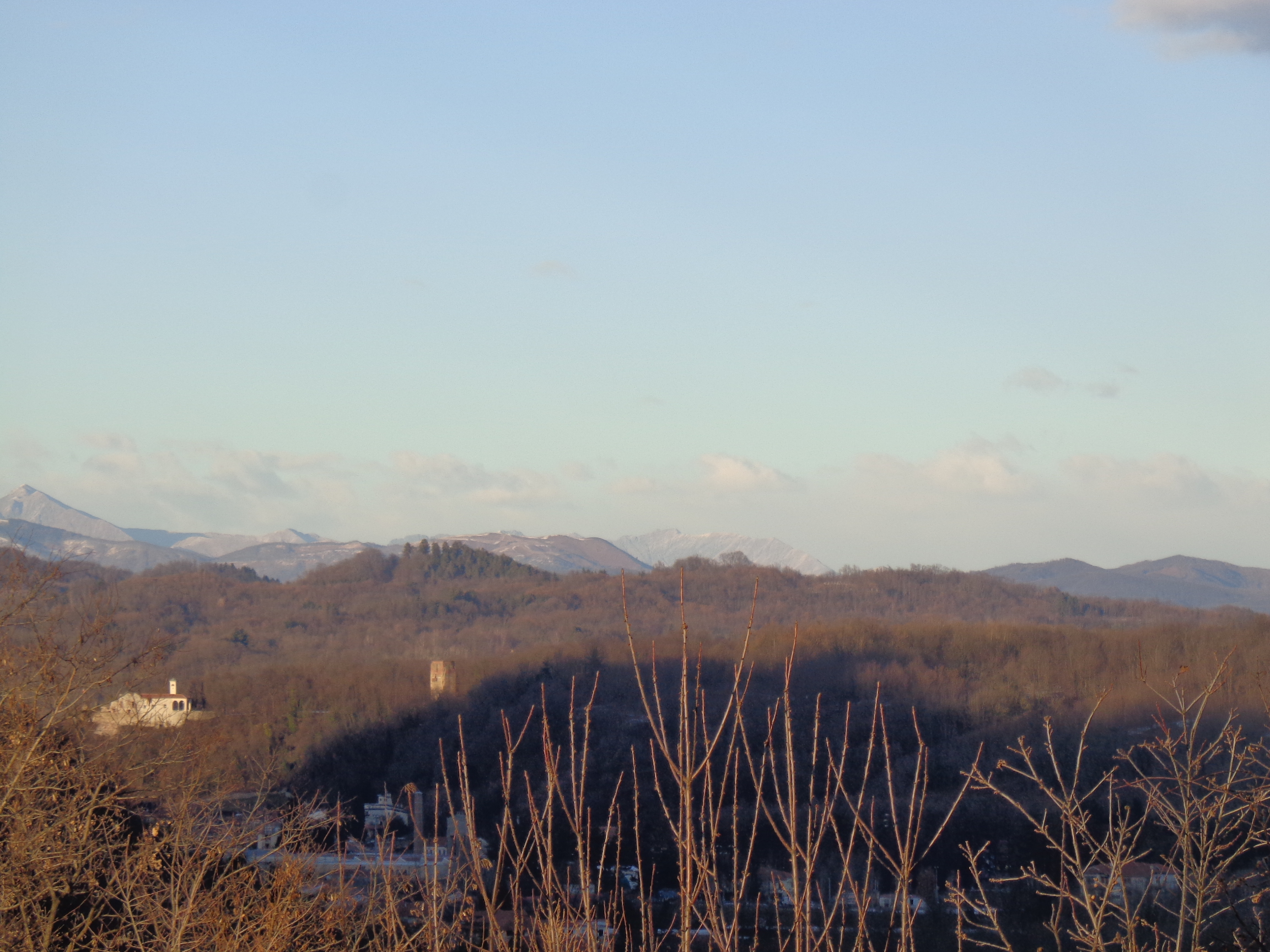
Colline novaresi viste dalla località Castelle di Gattinara

## Il territorio

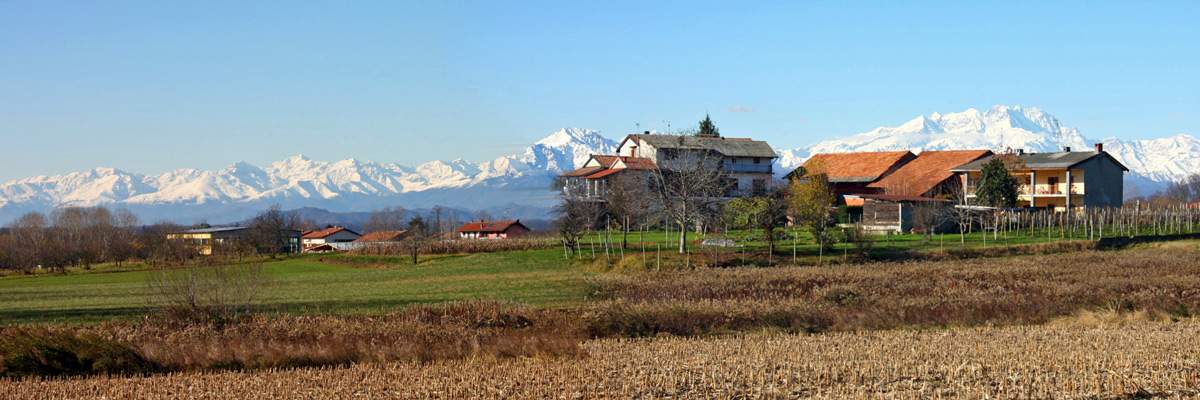
Brughiera nei dintorni di Suno

Le colline novaresi non sono un territorio collinare omogeneo bensì è costituito da alcuni pianalti, allungati con direzione prevalente nord-sud, alternati a valli pianeggianti dove scorrono i principali corsi d'acqua e transitano le strade che si diramano dal capoluogo verso nord. In particolare si riconoscono due sistemi collinari, uno occidentale e uno orientale; il primo compreso tra il fiume Sesia e il torrente Agogna, il secondo compreso tra quest'ultimo e il fiume Ticino. I principali centri abitati sorgono lungo queste arterie stradali che sono, da ovest ad est, la SP 299 della Val Sesia, la SS 229 del Lago d'Orta e la SS 32 Ticinese.
L'area occidentale delle colline, compresa tra la frazione Proh di Briona e il Monte Fenera, è denominata Monteregio.
I pianalti sono ampi depositi morenici alti alcune decine di metri al di sopra al territorio circostante, formatisi dall'avanzamento e il successivo ritiro dei ghiacciai del quaternario attraverso la Valsesia, il Cusio ed il Verbano, e l'azione congiunta dello scorrere delle acque, in particolare i torrenti Agogna e Terdoppio.
Nelle aree pianeggianti prevale la coltivazione cerealicola, principalmente mais, mentre le risaie si arrestano nell'area meridionale intorno ai 200 metri di quota. Sui pianalti ha grande rilevanza la coltivazione della vite, alternata a ampie zone di bosco.
In un'area di 1.153 ettari compresa tra i comuni di Cavaglio d'Agogna, Cavallirio, Cureggio, Fontaneto d'Agogna, Ghemme e Romagnano Sesia, sul terrazzo morenico più occidentale, si estende la cosiddetta "Baraggia del Piano Rosa", compresa nella Riserva naturale orientata delle Baragge.
Nella zona del Monte Fenera ha origine lo Strona di Briona; un tempo affluente dell'Agogna, oggi raggiunge quest'ultimo unito con la roggia Mora.

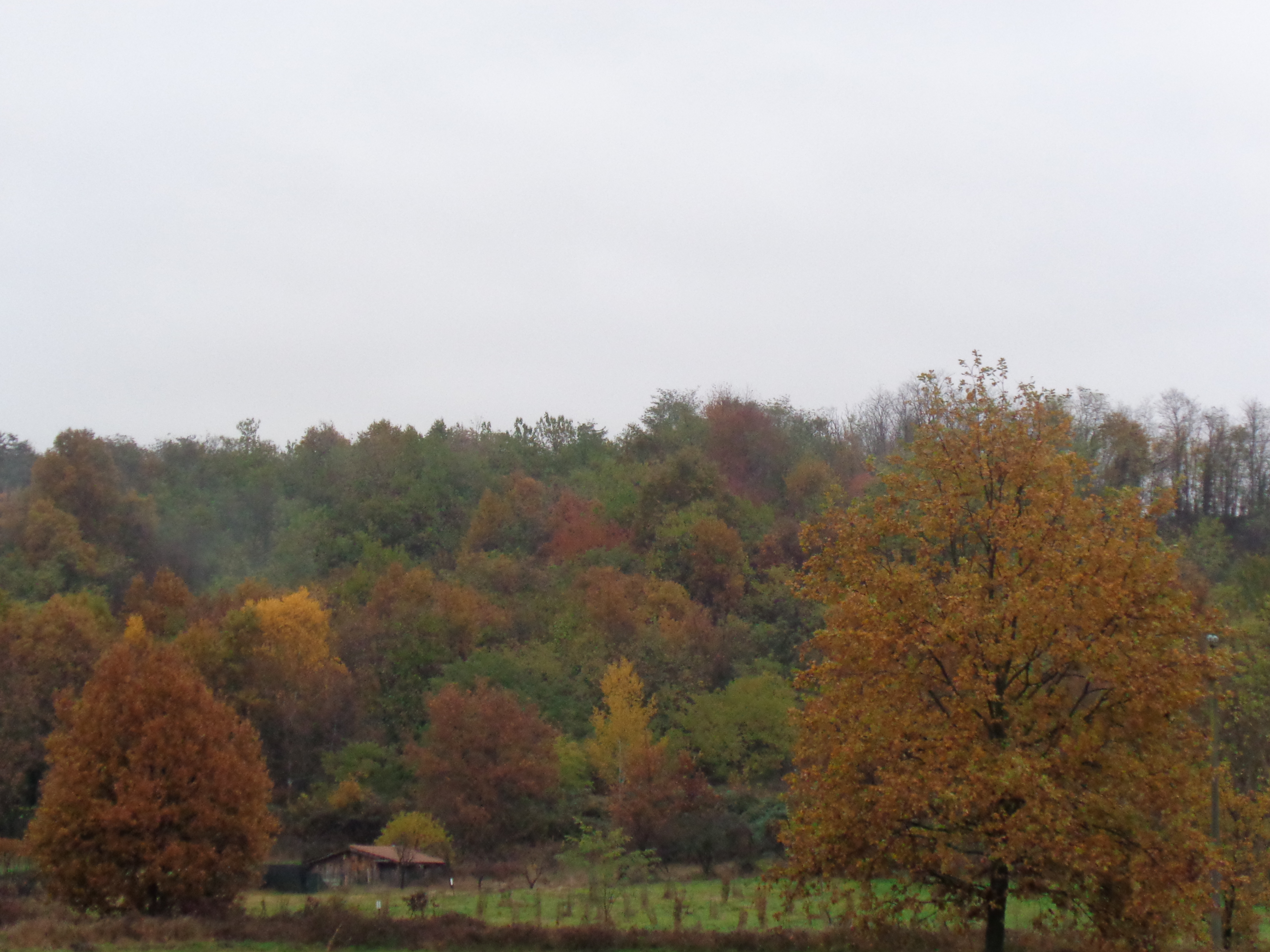
Scorcio dei boscosi pendii collinari tra Fara Novarese e Sizzano in veste autunnale

## I vini

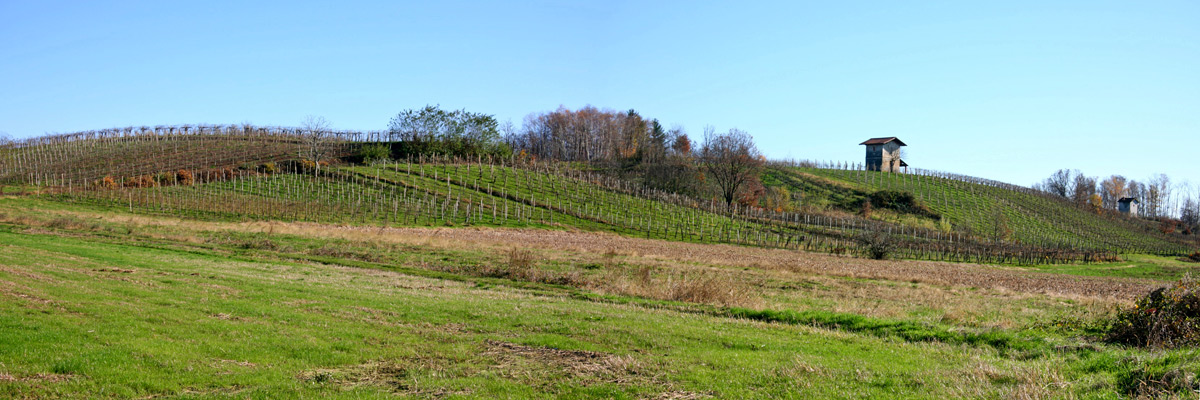
Vigneti nei pressi di Suno

Il territorio delle colline novaresi produce diversi vini DOC e DOCG. Si tratta di vini corposi ed importanti, molto adatti all'invecchiamento. La gradazione alcolica non è inferiore a 12 gradi.
Già Plinio il Vecchio ai tempi dell'Impero romano, ne decantava le lodi nella sua "Naturalis Historia".
I più storici ed importanti vini sono 4, ciascuno appartenente ad una precisa area di produzione facente capo al comune omonimo: Boca, Fara, Ghemme e Sizzano, che hanno ottenuto la Denominazione di origine controllata (DOC) nel 1969.
Nel 1994 è stata istituita la DOC "Colline Novaresi" la cui produzione è consentita in tutti i 25 comuni del comprensorio ed è diversificata in sette tipologie: Colline Novaresi (rosso), Colline Novaresi bianco, Colline Novaresi Nebbiolo o Spanna, Colline Novaresi Uva Rara o Bonarda, Colline Novaresi Vespolina, Colline Novaresi Croatina e Colline Novaresi Barbera. Ciascuno di questi è prodotto per almeno l'85 percento del vitigno che gli dà il nome e si tratta principalmente di vini da bere giovani.
Nel 1997 il Ghemme DOC ha ottenuto il riconoscimento della Denominazione di origine controllata e garantita (DOCG) ed è oggi prodotto nelle tipologie Ghemme DOCG e Ghemme DOCG Riserva.
Alcuni viticoltori producono anche spumanti e passiti con uve erbaluce.

## I vitigni
Il principale vitigno coltivato è il Nebbiolo, presente in tutti i vini da invecchiamento (Boca DOC, Fara DOC, Ghemme DOCG, Sizzano DOC).
Gli altri vitigni sono:
- Barbera
- Croatina
- Colline intorno a Romagnano SesiaUva Rara o Bonarda Novarese
- Vespolina

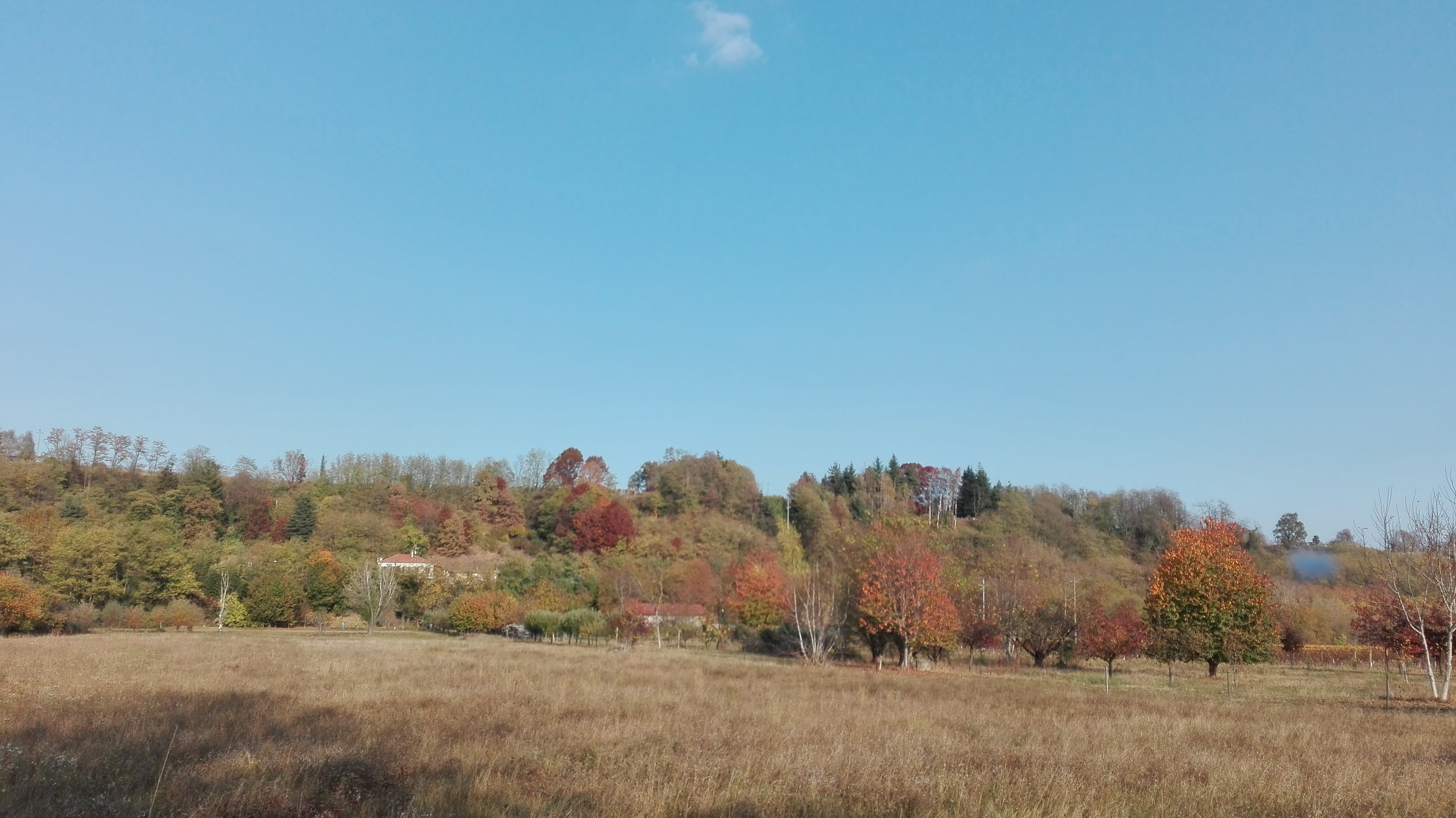
Colline intorno a Romagnano Sesia

- Erbaluce, detto anche "Greco", è una varietà autoctona di uva a bacca bianca, con caratteristiche leggermente diverse dall'omonimo vitigno coltivato in altre zone del Piemonte (erbaluce di Caluso).

## Bibliografia

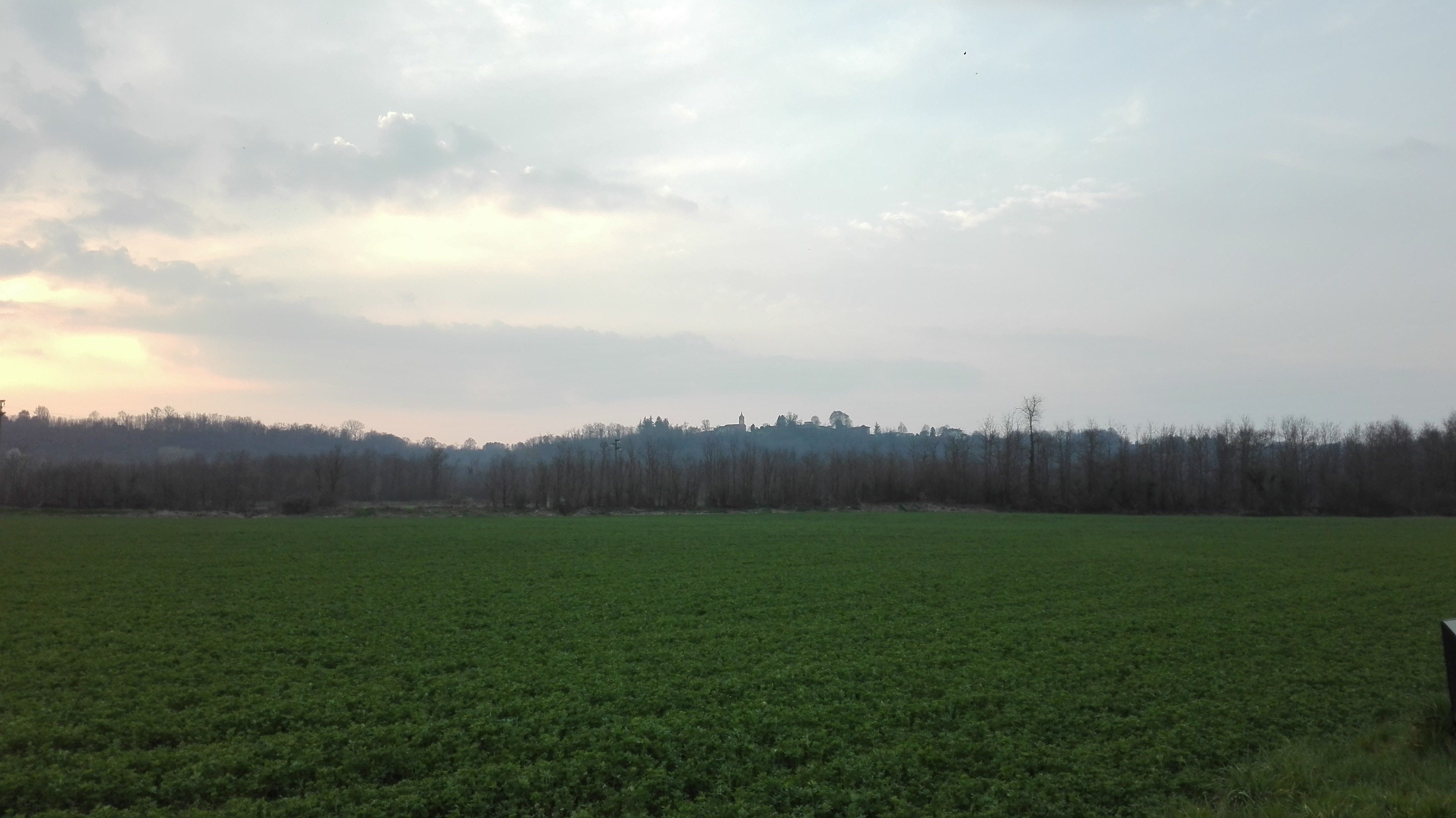
Colline di Pombia sullo sfondo, viste dalla Valle del Ticino